# Eberhard Loosch
Eberhard Loosch (* 5. Oktober 1954; † 12. Oktober 2016) war ein deutscher Sportpsychologe und Hochschullehrer.

## Leben
Loosch betrieb Ringen auf Leistungssportebene. Er studierte Sozialpsychologie an der Friedrich-Schiller-Universität Jena, 1986 schloss er in Jena seine Doktorarbeit und 1990 seine Habilitation ab. Letztere trug den Titel „Ganzheitsprinzip und Invarianzproblematik in der Motorik“. Nach dem Ende der Deutschen Demokratischen Republik war Loosch einer der ersten Sportwissenschaftler, die Kontakte zur Kollegenschaft im Westen knüpften. Nach der Neugliederung der Sektion „Bewegung und Training“ der Deutschen Vereinigung für Sportwissenschaft im Jahr 1991 war er von Beginn an Mitglied der neuentstandenen Sektion Sportmotorik. Für die Jahre 1992 und 1993 wurde er mit einem Stipendium der Deutschen Forschungsgemeinschaft ausgestattet und weilte zu einem Forschungsaufenthalt bei Richard A. Schmidt an der University of California, Los Angeles in den Vereinigten Staaten.
1995 trat Loosch an der Universität Erfurt eine Professorenstelle für Bewegungslehre und Sportpsychologie an, welche er bis zu seinem Tod im Jahr 2016 innehatte. Er brachte seine sportwissenschaftlichen Kenntnisse zudem am Leistungsstützpunkt Oberhof in die Praxis des Bobsports ein. Zu seinen Forschungsschwerpunkten gehörten Variabilität in sportlichen und künstlerischen Bewegungen, Wahrnehmung und Bewegung sowie wissenschaftstheoretische und historische Aspekte der Bewegungswissenschaft.